# Bellegarde-en-Diois
Bellegarde-en-Diois település Franciaországban, Drôme megyében. Lakosainak száma 94 fő (2022. január 1.). Bellegarde-en-Diois Beaumont-en-Diois, Establet, Jonchères, La Motte-Chalancon és Saint-Dizier-en-Diois községekkel határos.

## Népesség
A település népességének változása:
| Lakosok száma | 73   | 77   | 73   | 74   | 74   | 81   | 85   | 92   | 95   | 94   |
|               | 1968 | 1982 | 1990 | 2006 | 2013 | 2015 | 2017 | 2019 | 2020 | 2022 |